# Liste der Nummer-eins-Hits in Singapur (2023)
Diese Liste der Nummer-eins-Hits in Singapur 2023 basiert auf den offiziellen Chartlisten der RIAS. Die Charts basieren allein auf Musikstreaming.

## Singles
| ← 2022 ← | Liste der Nummer-eins-Hits in Singapur | Liste der Nummer-eins-Hits in Singapur | Liste der Nummer-eins-Hits in Singapur | 2024 →                    |
| \| Zeitraum \| Wo. ges. \| Interpret \| Titel Autor(en) \| Zusätzliche Informationen \| \| (Zeitraum, Wochen auf Platz eins, Interpret, Titel, Autor[en], zusätzliche Informationen) \| \| \| \| \| \| ----------------------------------------------------------------------------------------- \| -------- \| ------------------------------ \| ---------------------------------------------------------------------------------------------------------------------------------------------------------------------------------------------------------------------------------------------------------- \| ------------------------- \| \| 23. Dezember 2022 – 12. Januar 2023 3 Wochen \| 3 \| NewJeans \| Ditto Ho Hyung-lee, Cho Hyu-il, Kim Min-ji, Woo Hyo-eun, Ylva Anna Birgitta Dimberg \| – \| \| 13. Januar 2023 – 19. Januar 2023 1 Woche \| 1 \| SZA \| Kill Bill Carter Lang, Rob Bisel, Solána Imani Rowe \| – \| \| 20. Januar 2023 – 26. Januar 2023 1 Woche \| 1 \| Miley Cyrus \| Flowers Miley Ray Cyrus, Michael Ross Pollack, Gregory Aldae Hein \| – \| \| 26. Januar 2023 – 23. Februar 2023 4 Wochen \| 4 \| NewJeans \| OMG David Paul Dawood, Ylva Anna Birgitta Dimberg, Kim Hyun-ji, Phạm Ngọc Hân, Park Jin-su \| – \| \| 24. Februar 2023 – 16. März 2023 3 Wochen \| 3 \| The Weeknd feat. Ariana Grande \| Die for You (Remix) Abel Tesfaye, Dylan Patrice Wiggins, Henry Russell Walter, Magnus August Høiberg, Martin Daniel McKinney, Mejdi Rhars, William Thomas Walsh, Ariana Grande \| – \| \| 17. März 2023 – 30. März 2023 2 Wochen (insgesamt 14) \| 14 \| Fifty Fifty \| Cupid Adam von Mentzer, Louise Udin, Mac Felländer-Tsai, An Seong-il, Song Ja-kyung, Lee Ah-in \| – \| \| 31. März 2023 – 6. April 2023 1 Woche \| 1 \| Jisoo \| Flower Seol Jeong-hun, Kim Byung-hoon, Park Hong-jun, Joe Rhee, VVN \| – \| \| 7. April 2023 – 29. Juni 2023 12 Wochen (insgesamt 14) \| 14 \| Fifty Fifty \| Cupid Adam von Mentzer, Louise Udin, Mac Felländer-Tsai, An Seong-il, Song Ja-kyung, Lee Ah-in \| – \| \| 30. Juni 2023 – 6. Juli 2023 1 Woche (insgesamt 4) \| 4 \| Taylor Swift \| Cruel Summer Taylor Alison Swift, Jack Michael Antonoff, Anne Erin Clark \| – \| \| 7. Juli 2023 – 13. Juli 2023 1 Woche \| 1 \| NewJeans \| Super Shy Kristine Bogan, Kim Dong-hyun, Erika de Casier e Ramos Lizardo, Frank Scoca, Danielle Marsh, Kim Hyun-ji \| – \| \| 14. Juli 2023 – 28. September 2023 11 Wochen (insgesamt 18) \| 18 \| Jung Kook feat. Latto \| Seven Henry Russell Walter, Andrew Wotman, Jonathan David Bellion, Alyssa Michelle Stephens, Theron Makiel Thomas \| – \| \| 29. September 2023 – 5. Oktober 2023 1 Woche \| 1 \| Jung Kook feat. Jack Harlow \| 3D Michael Tucker, David Alexander Stewart, Jackman Thomas Harlow \| – \| \| 6. Oktober 2023 – 12. Oktober 2023 1 Woche \| 1 \| Jennie \| You & Me Seol Jeong-hun, Danny Chung, Park Hong-jun, Joe Rhee \| – \| \| 13. Oktober 2023 – 9. November 2023 4 Wochen (insgesamt 18) \| 18 \| Jung Kook feat. Latto \| Seven Henry Russell Walter, Andrew Wotman, Jonathan David Bellion, Alyssa Michelle Stephens, Theron Makiel Thomas \| – \| \| 10. November 2023 – 16. November 2023 1 Woche \| 1 \| Le Sserafim \| Perfect Night Isabelle Zikai Gbotto Carlsson, Ninos Hanna, Niklas Per Jarelius Persson, Huh Yun-jin, Jorge Luis Perez Jr., Marcus A. Andersson, Lauren Amber Aquilina, Renée Amanda Ibanez, Bang Si-hyuk, Lauren Elizabeth Baker, Kim Byung-seok, Lee Kwan \| – \| \| 17. November 2023 – 23. November 2023 1 Woche (insgesamt 18) \| 18 \| Jung Kook feat. Latto \| Seven Henry Russell Walter, Andrew Wotman, Jonathan David Bellion, Alyssa Michelle Stephens, Theron Makiel Thomas \| – \| \| 24. November 2023 – 30. November 2023 1 Woche (insgesamt 2) \| 2 \| Le Sserafim \| Perfect Night Isabelle Zikai Gbotto Carlsson, Ninos Hanna, Niklas Per Jarelius Persson, Huh Yun-jin, Jorge Luis Perez Jr., Marcus A. Andersson, Lauren Amber Aquilina, Renée Amanda Ibanez, Bang Si-hyuk, Lauren Elizabeth Baker, Kim Byung-seok, Lee Kwan \| – \| \| 1. Dezember 2023 – 7. Dezember 2023 1 Woche (insgesamt 18) \| 18 \| Jung Kook feat. Latto \| Seven Henry Russell Walter, Andrew Wotman, Jonathan David Bellion, Alyssa Michelle Stephens, Theron Makiel Thomas \| – \| \| 8. Dezember 2023 – 21. Dezember 2023 2 Wochen (insgesamt 3) \| 3 \| Tate McRae \| Greedy Amy Rose Allen, Jasper Lee Harris, Ryan Benjamin Tedder, Tate Rosner McRae \| – \| \| 22. Dezember 2023 – 28. Dezember 2023 1 Woche (insgesamt 2) \| 2 \| Mariah Carey \| All I Want for Christmas Is You Walter N. Afanasieff, Mariah Carey \| – \| \| 29. Dezember 2023 – 4. Januar 2024 1 Woche (insgesamt 18) \| 18 \| Jung Kook feat. Latto \| Seven Henry Russell Walter, Andrew Wotman, Jonathan David Bellion, Alyssa Michelle Stephens, Theron Makiel Thomas \| – \| |                                        |                                        | |                           |
| ← 2022 |                                        |                                        | | → 2024 →                  |
| Zeitraum | Wo. ges.                               | Interpret                              | Titel Autor(en) | Zusätzliche Informationen |
| (Zeitraum, Wochen auf Platz eins, Interpret, Titel, Autor[en], zusätzliche Informationen) |                                        |                                        | |                           |
| 23. Dezember 2022 – 12. Januar 2023 3 Wochen | 3                                      | NewJeans                               | Ditto Ho Hyung-lee, Cho Hyu-il, Kim Min-ji, Woo Hyo-eun, Ylva Anna Birgitta Dimberg | –                         |
| 13. Januar 2023 – 19. Januar 2023 1 Woche | 1                                      | SZA                                    | Kill Bill Carter Lang, Rob Bisel, Solána Imani Rowe | –                         |
| 20. Januar 2023 – 26. Januar 2023 1 Woche | 1                                      | Miley Cyrus                            | Flowers Miley Ray Cyrus, Michael Ross Pollack, Gregory Aldae Hein | –                         |
| 26. Januar 2023 – 23. Februar 2023 4 Wochen | 4                                      | NewJeans                               | OMG David Paul Dawood, Ylva Anna Birgitta Dimberg, Kim Hyun-ji, Phạm Ngọc Hân, Park Jin-su | –                         |
| 24. Februar 2023 – 16. März 2023 3 Wochen | 3                                      | The Weeknd feat. Ariana Grande         | Die for You (Remix) Abel Tesfaye, Dylan Patrice Wiggins, Henry Russell Walter, Magnus August Høiberg, Martin Daniel McKinney, Mejdi Rhars, William Thomas Walsh, Ariana Grande                                                                             | –                         |
| 17. März 2023 – 30. März 2023 2 Wochen (insgesamt 14) | 14                                     | Fifty Fifty                            | Cupid Adam von Mentzer, Louise Udin, Mac Felländer-Tsai, An Seong-il, Song Ja-kyung, Lee Ah-in | –                         |
| 31. März 2023 – 6. April 2023 1 Woche | 1                                      | Jisoo                                  | Flower Seol Jeong-hun, Kim Byung-hoon, Park Hong-jun, Joe Rhee, VVN | –                         |
| 7. April 2023 – 29. Juni 2023 12 Wochen (insgesamt 14) | 14                                     | Fifty Fifty                            | Cupid Adam von Mentzer, Louise Udin, Mac Felländer-Tsai, An Seong-il, Song Ja-kyung, Lee Ah-in | –                         |
| 30. Juni 2023 – 6. Juli 2023 1 Woche (insgesamt 4) | 4                                      | Taylor Swift                           | Cruel Summer Taylor Alison Swift, Jack Michael Antonoff, Anne Erin Clark | –                         |
| 7. Juli 2023 – 13. Juli 2023 1 Woche | 1                                      | NewJeans                               | Super Shy Kristine Bogan, Kim Dong-hyun, Erika de Casier e Ramos Lizardo, Frank Scoca, Danielle Marsh, Kim Hyun-ji | –                         |
| 14. Juli 2023 – 28. September 2023 11 Wochen (insgesamt 18) | 18                                     | Jung Kook feat. Latto                  | Seven Henry Russell Walter, Andrew Wotman, Jonathan David Bellion, Alyssa Michelle Stephens, Theron Makiel Thomas | –                         |
| 29. September 2023 – 5. Oktober 2023 1 Woche | 1                                      | Jung Kook feat. Jack Harlow            | 3D Michael Tucker, David Alexander Stewart, Jackman Thomas Harlow | –                         |
| 6. Oktober 2023 – 12. Oktober 2023 1 Woche | 1                                      | Jennie                                 | You & Me Seol Jeong-hun, Danny Chung, Park Hong-jun, Joe Rhee | –                         |
| 13. Oktober 2023 – 9. November 2023 4 Wochen (insgesamt 18) | 18                                     | Jung Kook feat. Latto                  | Seven Henry Russell Walter, Andrew Wotman, Jonathan David Bellion, Alyssa Michelle Stephens, Theron Makiel Thomas | –                         |
| 10. November 2023 – 16. November 2023 1 Woche | 1                                      | Le Sserafim                            | Perfect Night Isabelle Zikai Gbotto Carlsson, Ninos Hanna, Niklas Per Jarelius Persson, Huh Yun-jin, Jorge Luis Perez Jr., Marcus A. Andersson, Lauren Amber Aquilina, Renée Amanda Ibanez, Bang Si-hyuk, Lauren Elizabeth Baker, Kim Byung-seok, Lee Kwan | –                         |
| 17. November 2023 – 23. November 2023 1 Woche (insgesamt 18) | 18                                     | Jung Kook feat. Latto                  | Seven Henry Russell Walter, Andrew Wotman, Jonathan David Bellion, Alyssa Michelle Stephens, Theron Makiel Thomas | –                         |
| 24. November 2023 – 30. November 2023 1 Woche (insgesamt 2) | 2                                      | Le Sserafim                            | Perfect Night Isabelle Zikai Gbotto Carlsson, Ninos Hanna, Niklas Per Jarelius Persson, Huh Yun-jin, Jorge Luis Perez Jr., Marcus A. Andersson, Lauren Amber Aquilina, Renée Amanda Ibanez, Bang Si-hyuk, Lauren Elizabeth Baker, Kim Byung-seok, Lee Kwan | –                         |
| 1. Dezember 2023 – 7. Dezember 2023 1 Woche (insgesamt 18) | 18                                     | Jung Kook feat. Latto                  | Seven Henry Russell Walter, Andrew Wotman, Jonathan David Bellion, Alyssa Michelle Stephens, Theron Makiel Thomas | –                         |
| 8. Dezember 2023 – 21. Dezember 2023 2 Wochen (insgesamt 3) | 3                                      | Tate McRae                             | Greedy Amy Rose Allen, Jasper Lee Harris, Ryan Benjamin Tedder, Tate Rosner McRae | –                         |
| 22. Dezember 2023 – 28. Dezember 2023 1 Woche (insgesamt 2) | 2                                      | Mariah Carey                           | All I Want for Christmas Is You Walter N. Afanasieff, Mariah Carey | –                         |
| 29. Dezember 2023 – 4. Januar 2024 1 Woche (insgesamt 18) | 18                                     | Jung Kook feat. Latto                  | Seven Henry Russell Walter, Andrew Wotman, Jonathan David Bellion, Alyssa Michelle Stephens, Theron Makiel Thomas | –                         |